# Propyria fulgens
Propyria fulgens là một loài bướm đêm thuộc phân họ Arctiinae, họ Erebidae.